# PMBOK Guide
PMBOK Guide (A Guide to the Project Management Body of Knowledge) je metodika a příručka pro projektové řízení vyvíjena neziskovou organizací zaměřující se na projektové řízení PMI (Project Management Institute). Základem je shromažďování nejlepších praxí z oboru a uvedení jich ve standard pro řízení projektů.
Jedná se o metodiku vyvíjenou a používanou převážně v USA.

## Historie
První verze metodiky PMBOK se váže s rokem 1987, kdy byl vydán organizací PMI dokument, který shrnoval nejlepší praxe a vydával je jako standard pro řízení projektů.
Oficiální příručka byla vydána až o téměř deset let později v roce 1996 pod názvem PMBOK Guide. Ta byla dále aktualizována v roce 2000 a 2004 bez výrazných změn. V roce 2008 došlo k dosud nejvýznamnější revizi. Aktuální - pátá edice byla vydána 1.1.2013.

## Aktualizace
Metodika je aktualizována a vyvíjena pod záštitou organizace PMI. Na rozvoji a úpravách se ovšem podílí množství projektových manažerů a profesionálů, kteří metodiku užívají v praxi. Je tak zajištěna shoda s aktuální praxí.

## Obsah
PMBOK Guide je procesně orientovaná metodika. Cíle je dosahováno pomocí definovaných procesů. Každý proces má určeny své vstupy a výstupy a techniky a návody, jak by měl být prováděn. V edici 2008 je každý proces doplněn diagramem datových toků, tak aby byla jasná provázanost jednotlivých procesů.
Metodiku tvoří 5 skupin procesů a 10 znalostních oblastí, které tvoří rámec pro celkem 49 dílčích procesů užívaných pro řízení projektu.
Skupiny procesů
- Iniciační procesy
- Plánovací procesy
- Realizační procesy
- Monitorovací a ovládací procesy
- Ukončovací procesy

Znalostní oblasti
- Řízení integrace projektu
- Řízení rozsahu projektu
- Řízení času projektu
- Řízení nákladů projektu
- Řízení kvality projektu
- Řízení lidských zdrojů projektu
- Řízení komunikace projektu
- Řízení rizik projektu
- Řízení obstarávání projektu
- Řízení zainteresovaných stran projektu